# Elsa Nielsen
Elsa Nielsen (* 26. Juni 1974) ist eine isländische Badmintonspielerin.

## Karriere
Elsa Nielsen nahm 1992 und 1996 jeweils im Dameneinzel an Olympia teil. Sie verlor beide Male in Runde eins und wurde somit jeweils 33. in der Endabrechnung. Bereits 1991 hatte sie ihren ersten isländischen Titel gewonnen. Von 1993 bis 1996 gewann sie sechs Titel bei den Iceland International. 1993 siegte sie bei den Island Games.

## Sportliche Erfolge
| Saison | Veranstaltung                              | Disziplin   | Platz | Name                                |
| ------ | ------------------------------------------ | ----------- | ----- | ----------------------------------- |
| 1990   | Island: Einzelmeisterschaften der Junioren | Damendoppel | 1     | Sigrun Erlendsdottir / Elsa Nielsen |
| 1991   | Island: Einzelmeisterschaften der Junioren | Mixed       | 1     | Oli Bjorn Zimsen / Elsa Nielsen     |
| 1991   | Island: Einzelmeisterschaften der Junioren | Dameneinzel | 1     | Elsa Nielsen                        |
| 1991   | Island: Einzelmeisterschaften              | Dameneinzel | 1     | Elsa Nielsen                        |
| 1992   | Island: Einzelmeisterschaften der Junioren | Mixed       | 1     | Gunnar Petersen / Elsa Nielsen      |
| 1992   | Island: Einzelmeisterschaften der Junioren | Dameneinzel | 1     | Elsa Nielsen                        |
| 1992   | Island: Einzelmeisterschaften der Junioren | Damendoppel | 1     | Elsa Nielsen / Aslaug Jonsdottir    |
| 1992   | Island: Einzelmeisterschaften              | Dameneinzel | 1     | Elsa Nielsen                        |
| 1992   | Olympia                                    | Dameneinzel | 33    | Elsa Nielsen                        |
| 1993   | Iceland International                      | Dameneinzel | 1     | Elsa Nielsen                        |
| 1993   | Island Games                               | Dameneinzel | 1     | Elsa Nielsen                        |
| 1993   | Island: Einzelmeisterschaften              | Dameneinzel | 1     | Elsa Nielsen                        |
| 1994   | Island: Einzelmeisterschaften              | Dameneinzel | 1     | Elsa Nielsen                        |
| 1994   | Iceland International                      | Dameneinzel | 1     | Elsa Nielsen                        |
| 1994   | Island: Einzelmeisterschaften              | Damendoppel | 1     | Thordis Edwald / Elsa Nielsen       |
| 1994   | Island: Einzelmeisterschaften              | Mixed       | 1     | Broddi Kristjansson / Elsa Nielsen  |
| 1995   | Island: Einzelmeisterschaften              | Dameneinzel | 1     | Elsa Nielsen                        |
| 1995   | Island: Einzelmeisterschaften              | Damendoppel | 1     | Elsa Nielsen / Vigdis Asgeirsdottir |
| 1995   | Iceland International                      | Damendoppel | 1     | Elsa Nielsen / Vigdís Ásgeirsdóttir |
| 1995   | Iceland International                      | Dameneinzel | 1     | Elsa Nielsen                        |
| 1996   | Island: Einzelmeisterschaften              | Damendoppel | 1     | Elsa Nielsen / Vigdis Asgeirsdottir |
| 1996   | Island: Einzelmeisterschaften              | Mixed       | 1     | Broddi Kristjansson / Elsa Nielsen  |
| 1996   | Olympia                                    | Dameneinzel | 33    | Elsa Nielsen                        |
| 1996   | Iceland International                      | Dameneinzel | 1     | Elsa Nielsen                        |
| 1996   | Iceland International                      | Damendoppel | 1     | Elsa Nielsen / Vigdís Ásgeirsdóttir |
| 1997   | Island: Einzelmeisterschaften              | Damendoppel | 1     | Elsa Nielsen / Vigdis Asgeirsdottir |
| 1998   | Island: Einzelmeisterschaften              | Damendoppel | 1     | Elsa Nielsen / Vigdis Asgeirsdottir |
| 1998   | Island: Einzelmeisterschaften              | Dameneinzel | 1     | Elsa Nielsen                        |
| 1999   | Island: Einzelmeisterschaften              | Dameneinzel | 1     | Elsa Nielsen                        |
| 1999   | Island: Einzelmeisterschaften              | Damendoppel | 1     | Elsa Nielsen / Brynja Petursdottir  |
| 2000   | Island: Einzelmeisterschaften              | Dameneinzel | 1     | Elsa Nielsen                        |
| 2000   | Island: Einzelmeisterschaften              | Damendoppel | 1     | Elsa Nielsen / Brynja Petursdottir  |
| 2002   | Island: Einzelmeisterschaften              | Mixed       | 1     | Tryggvi Nielsen / Elsa Nielsen      |